# وارن سیگل
 وارن سیگل (انگلیسی: Warren Siegel؛ زاده ) یک فیزیک‌دان اهل ایالات متحده آمریکا است.